# Bernardo Desclot

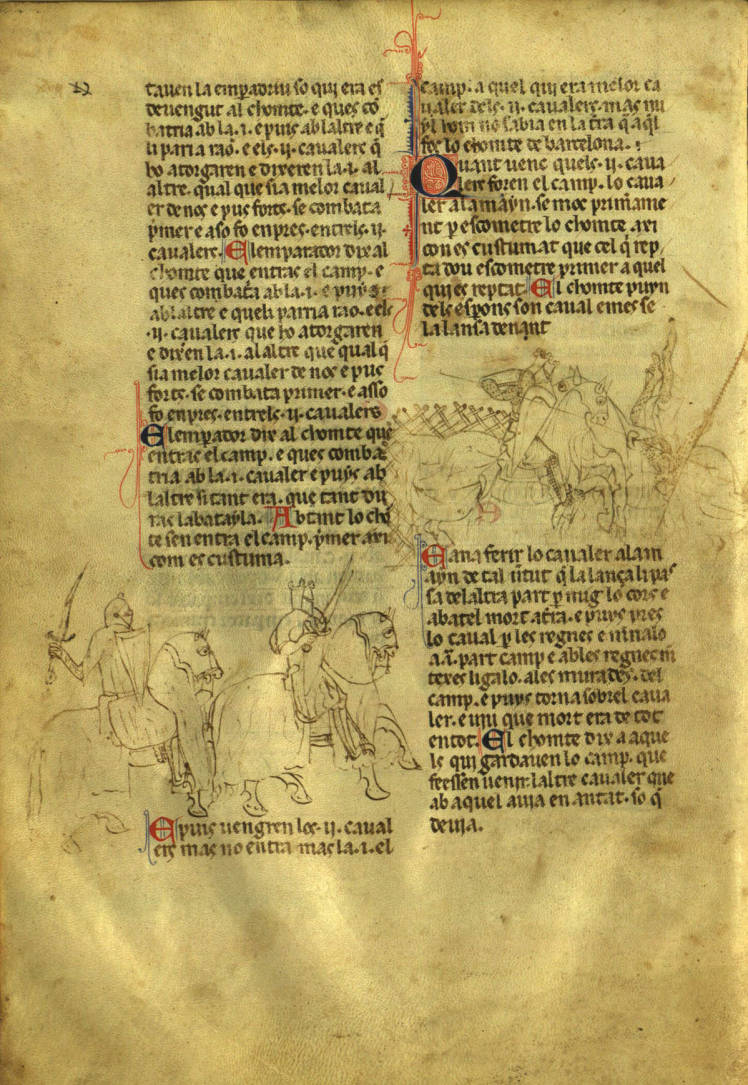
Página da crônica de Bernat (Ms.486 Bib. de Catalunha, Barcelona)

Bernat Desclot (Castellnou?, Rossilhão - 1287) foi um historiador catalão. Viveu na segunda metade do século XIII.
Escreveu a segunda mais antiga das quatro grandes crônicas da Coroa de Aragão, o  Libre del Rey en Pere d'Aragó e dels seus antecessors passats , também conhecida por Crônica de Bernat Desclot. Casou-se com Marta Recatalinus em 1256. Tiveram sete filhos, mas posteriormente descobriu-se que um dos filhos nascera de uma infidelidade, e Bernat Desclot separou-se. Conservam-se poucos dados documentais sobre ele, embora se tendeu a identificá-lo com Bernat Escrivà , personagem que naquela altura ocupou diversos cargos importantes na cúria real de Pedro III de Aragão (1276—1285), a escrivania da cúria de Gandia em 1282 e o cargo de tesoureiro real em 1283. Chegou a ser camareiro do rei Afonso III. Faleceu em 1287.
A data de redação da sua crônica coincidiria possivelmente com a conquista da Sicília (1283), mas trata de fatos acontecidos entre 1137 e 1285. O historiador Coll i Alentorn  divide a obra em três seções de acordo com a natureza diversa das fontes históricos; uma integrada pelos capítulos anteriores ao reinado de Jaime I de Aragão, a outra formada pelos dedicados ao reinado deste rei, e a terceira constituída pelos de Pedro III, que descreve favoravelmente. A primeira participa da tradição jogralesca, e usa fontes lendárias; a segunda é baseada em fontes contemporâneas, historiográficas; e no terceiro parecem consistir principalmente em lembranças pessoais do autor ou testemunhas presenciais. O estilo de Desclot como escritor é realista e ao mesmo tempo épico e apaixonado, chegando à parcialidade, embora se preocupe por depurar e contrastar as suas fontes.
As edições mais antigas da sua História da Catalunha são a de Barcelona, de 1616 e a impressa por Sancha em Madrid em 1793, esta última recolhe em particular os capítulos relacionados à invasão francesa em 285 e à defesa empreendida por Pedro III junto aos Almogávares.